# Томаш Варакомський
Томаш Варакомський (пол. Tomasz Warakomski; нар. 22 червня 1989, Сувалки) – польський шахіст, гросмейстер від 2017 року.

## Шахова кар'єра
Триразовий чемпіон Польщі серед юніорів: до 12 років (Колобжег, 2001), до 14 років (Броди, 2003) і до 18 років (Леба, 2007). Двічі (у 2005 та 2006 роках) взяв участь у фіналі чемпіонату Польщі, в обох випадках посівши 13-ті місця.
2005 року представляв Польщу на чемпіонаті світу серед юніорів у Бельфорі, посівши 4-те місце в групі до 16 років. Також виступив на чемпіонаті Європи в Херцегу-Новому, де в цій же віковій категорії посів 6-те місце. 2006 року посів 2-ге місце (позаду Алоїзаса Квейніса) на турнірі за швейцарською системою в Кошаліні, а також дуже успішно виступив на клубному чемпіонаті Польщі в Устроні, показавши найкращий результат на 3-й шахівниці. 2007 року став у Мельно чемпіоном Польщі з бліцу. 2009 року поділив 2-ге місце (позаду Войцеха Моранди, разом з Володимиром Сергєєвим) на відкритому турнірі Меморіалу Рубінштейна. На перетині 2009 і 2010 років поділив 1-ше місце (разом з Олександром Зубовим і Павелом Чарнотою на турнірі Cracovia в Кракові. 2011 року виграв у складі клубу "KSz Polonia Warszawa" титул клубного чемпіона Польщі. 2013 року переміг на турнірі open в Ковалево-Поморському. 2015 року здобув у Забже золоту медаль чемпіонату Польщі серед студентів. 2015 року виграв круговий турнір у Поляниці-Здруй. 2017 року  одноосібно виграв відкриті турніри в Чеське Будейовице, а також у Поляниці-Здруй.
Найвищий рейтинг Ело в кар'єрі мав станом на 1 серпня 2017 року, досягнувши 2536 очок займав тоді 22-ге місце серед польських шахістів.

## Особисте життя
Молодша сестра Томаша Варакомського, Анна, також відома шахістка і має звання майстра ФІДЕ серед жінок.